# Mémoires d'un âne (Ladmirault)
Pour l’article homonyme, voir Mémoires d'un âne.
Les Mémoires d'un Âne sont une suite de sept pièces de Paul Ladmirault pour piano composée en 1930, d'après le roman éponyme de la comtesse de Ségur, et publiée en 1932.

## Présentation

### Mouvements
1. « Présentation de Cadichon — Son premier exploit » (Impromptu) — Allegretto risoluto en sol majeur à
2. « Cadichon s'endort dans la forêt » (Berceuse) — Adagio en sol majeur à
3. « Cadichon réveillé est poursuivi par les chiens » (Scherzo) — Allegro vivace en sol majeur à
4. « Course des ânes » (Variations)
Introduction — Andantino risoluto, « Au pas », à 

1re Variation — Allegretto,  « petit trot » , à 

2e Variation — Allegretto, « Au grand trot », à 

3e Variation — Allegro, à 

4e Variation — Vivace,  « galop » , à 

5e Variation — Allegretto, « Au pas », à 

Conclusion — Andantino, à
5. « Pauline et Cadichon » (Romances sans paroles) — Allegretto semplice en fa majeur à quatre temps ()
6. « Le convoi funèbre de Médor » (Marche funèbre) — Adagio en si mineur à quatre temps ()
7. « Le baptême de Marie-Camille » (Fantaisie) — Allegro giocoso en la majeur à

## Postérité
En 1960, Paul Pittion rend hommage aux « Mémoires d'un âne, un recueil de sept pièces pour piano qui évoque avec tant de finesse l'âne Cadichon de la comtesse de Ségur ».

## Discographie
- Paul Ladmirault : L'Œuvre pour piano, par Louis-Claude Thirion (1995, CD Skarbo, DSK 1962) — premier enregistrement mondial.
- Camille Saint-Saëns, Paul Ladmirault : Le Carnaval des animaux, Les Mémoires d'un Âne, par Alexandre Tharaud (piano) et Claude Piéplu (récitant) (1999, CD Arion, ARN 68496)

### Partition
- Paul Ladmirault, Mémoires d'un Âne : Sept pièces pour piano (partition), Paris, Éditions Heugel, 1932, 29 p., 31 x 23 cm

### Ouvrages généraux
- Paul Pittion, La Musique et son histoire : tome II — de Beethoven à nos jours, Paris, Éditions Ouvrières, 1960, 574 p.
- Guy Sacre, La musique pour piano : dictionnaire des compositeurs et des œuvres, vol. II (J-Z), Paris, Robert Laffont, coll. « Bouquins », 1998, 2998 p. (ISBN 978-2-221-08566-0), p. 1599-1603